# Севастопольский морской кадетский корпус
Морской кадетский корпус в Севастополе при Императорском Черноморском флоте России — уникальное закрытое начальное военно морское учебное заведение по программам Российской империи с полным пансионом, существовавшее 1915 по 1920 год, до эвакуации в результате Крымской операции, продолжением его стал Бизертинский морской кадетский корпус при Русской эскадре в форте Джебель Кебир в Тунисе.

## История
Образован в 1915 году. Располагался в здании построенном в бухте Голландия в 1915—1916 годах по проекту и под руководством архитектора А. А. Венсана (1871—1940), ныне занимает Севастопольский институт ядерной энергии и промышленности.
Здание было полностью достроено только в 1960 году. Ныне главный корпус Севастопольского высшего военно-морского инженерного училища это объект культурного наследия.  Объект культурного наследия народов РФ регионального значения. Рег. № 921711029000005 (ЕГРОКН)
Первым директором открытого в Севастополе 1 октября 1916 года Морского Его Императорского Высочества Наследника Цесаревича кадетского корпуса был назначен капитан 2-го ранга Машуков, Николай Николаевич.
Через несколько месяцев Временное правительство России принимает решение о его закрытии.
Деятельность возобновляется в 1919 году также под руководством Н. Машукова.
С 14 октября 1919 года его сменил будущий контр-адмирал С. Н. Ворожейкин и с ноября 1920 года корпус возглавлял Герасимов, Александр Михайлович (адмирал).
По приглашению протопресвитера армии и флота Георгия Шавельского место законоучителя занял протоиерей Спасский, Георгий Александрович из Ведомства военного духовенства.
Капитан 1-го ранга Берг, Владимир Владимирович служил с 8 марта 1916 по 1917 год ротным командиром в корпусе и с осени 1917 года заведовал имуществом и зданиями корпуса, а также был начальником охраны. Капитан 2-го ранга Кольнер, Иван Васильевич с октября 1919 преподаватель кафедры артиллерии и командир 3-й гардемаринской роты. Капитан 1-го ранга с 26 октября 1920 года. Эвакуировался из Крыма с кадетами на крейсере Алмаз в ноябре 1920 года. Кнорринг, Николай Николаевич — преподавал историю
С 1920 года 1-ю роту корпуса составили кадеты Владивостокского морского училища, эвакуированные на крейсерах «Якут» и «Орел», под командой капитана 1-го ранга М. А. Китицина первоначально прибывшие в Югославию, часть из них пошли в Крым, влившись в состав Морского корпуса в Севастополе.
30 октября 1920 года корпус эвакуирован через Босфор в Бизерту, Тунис на линкоре «Генерал Алексеев»